# Полокса
Полокса — река в России, протекает в Вологодской области, в Сокольском районе. Устье реки находится в 2 км по правому берегу реки Драловка. Длина реки составляет 10 км.
Исток реки находится в 7 км на северо-запад от Воробьёво и в 45 км к северо-востоку от города Сокол. Полокса течёт на юг, крупных притоков не имеет. Впадает в Драловку около деревни Пирогово (Сельское поселение Воробьёвское) двумя километрами выше впадения самой Драловки в Двиницу.

## Данные водного реестра
По данным государственного водного реестра России относится к Двинско-Печорскому бассейновому округу, водохозяйственный участок реки — Северная Двина от начала реки до впадения реки Вычегда, без рек Юг и Сухона (от истока до Кубенского гидроузла), речной подбассейн реки — Сухона. Речной бассейн реки — Северная Двина.
По данным геоинформационной системы водохозяйственного районирования территории РФ, подготовленной Федеральным агентством водных ресурсов:
- Код водного объекта в государственном водном реестре — 03020100312103000007148
- Код по гидрологической изученности (ГИ) — 103000714
- Код бассейна — 03.02.01.003
- Номер тома по ГИ — 03
- Выпуск по ГИ — 0